# 比尔·唐尼
威廉·K·唐尼（英語：William K. Downey，1923年11月11日—2015年9月5日），美国NBA联盟前职业篮球运动员。